# 제69회 프라임타임 에미상
제69회 프라임타임 에미상은 2017년 9월 17일에 열린 시상식이다.

## 수상 및 후보

### TV 드라마-남우주연상
- 디스 이즈 어스 - 스털링 K. 브라운 수상
- 베터 콜 사울 - 밥 오덴커크
- 하우스 오브 카드 시즌5 - 케빈 스페이시
- 레이 도노반 - 리브 슈라이버
- 디 아메리칸즈 - 매튜 리즈
- 디스 이즈 어스 - 마일로 벤티밀리아
- 웨스트월드 : 인공지능의 역습 - 안소니 홉킨스

### TV 드라마-여우주연상
- 핸드메이즈 테일 - 엘리자베스 모스 수상
- 하우스 오브 카드 시즌5 - 로빈 라이트
- 하우 투 겟 어웨이 위드 머더 - 비올라 데이비스
- 디 아메리칸즈 - 케리 러셀
- 더 크라운 - 클레어 포이
- 웨스트월드 : 인공지능의 역습 - 에반 레이첼 우드

### TV 코미디-남우주연상
- 애틀랜타 - 도날드 글로버 수상
- 바스켓 - 자흐 갈리피아나키스
- 블랙키시 - 안소니 앤더슨
- 마스터 오브 논 시즌2 - 아지즈 안사리
- 쉐임리스 - 윌리암 H. 머시
- 트랜스페어런트 - 제프리 탬버

### TV 코미디-여우주연상
- 부통령이 필요해 - 줄리아 루이스 드레이퍼스 수상
- 베러 씽즈 - 파멜라 애들론
- 블랙키시 - 트레시 엘리스 로스
- 그레이스 앤 프랭키 - 릴리 톰린
- 그레이스 앤 프랭키 - 제인 폰다
- 맘 - 앨리슨 제니
- 언브레이커블 키미 슈미트 - 엘리 켐퍼

### TV 미니시리즈,영화-남우주연상
- 더 나이트 오브 - 리즈 아메드 수상
- 파고 - 이완 맥그리거
- 지니어스 - 제프리 러쉬
- 셜록 - 베네딕트 컴버배치
- 더 나이트 오브 - 존 터투로
- 더 위저드 오브 라이스 - 로버트 드 니로

### TV 미니시리즈,영화-여우주연상
- 빅 리틀 라이즈 - 니콜 키드먼 수상
- 아메리칸 크라임 - 펠리시티 허프만
- 빅 리틀 라이즈 - 리즈 위더스푼
- 파고 - 캐리 쿤
- FEUD: Bette And Joan - 제시카 랭
- FEUD: Bette And Joan - 수잔 서랜든

### TV 드라마-남우조연상
- 더 크라운 - 존 리스고 수상
- 베터 콜 사울 - 조나단 뱅스
- 홈랜드 시즌6 - 맨디 파틴킨
- 하우스 오브 카드 시즌5 - 마이클 켈리
- 기묘한 이야기 시즌1 - 데이빗 하버
- 디스 이즈 어스 - Ron Cephas Jones
- 웨스트월드 : 인공지능의 역습 - 제프리 라이트
- 미스터 로봇 - B.D. 웡

### TV 드라마-여우조연상
- 핸드메이즈 테일 - 앤 도드 수상
- 오렌지 이즈 더 뉴 블랙 - 우조 압두바
- 기묘한 이야기 시즌1 - 밀리 바비 브라운
- 핸드메이즈 테일 - 사미라 윌리
- 디스 이즈 어스 - 크리시 메츠
- 웨스트월드 : 인공지능의 역습 - 탠디 뉴튼

### TV 드라마-게스트 남자 배우상
- 디스 이즈 어스 - 제랄드 맥라니 수상
- 블러드라인 - 벤 멘델슨
- 레이 도노반 - 행크 아자리아
- 디스 이즈 어스 - 데니스 오헤어
- 디스 이즈 어스 - 브라이언 타이리 헨리

### TV 드라마-게스트 여자 배우상
- 핸드메이즈 테일 - 알렉시스 브레델 수상
- 하우 투 겟 어웨이 위드 머더 - 시실리 타이슨
- 오렌지 이즈 더 뉴 블랙 - 레버른 콕스
- 기묘한 이야기 시즌1 - 샤넌 퍼서
- 디 아메리칸즈 - 앨리슨 라이트
- 레프트오버 - 앤 도드

### TV 코미디-남우조연상
- Saturday Night Live - 알렉 볼드윈 수상
- 바스켓 - 루이 앤더슨
- 모던 패밀리 - 타이 버렐
- 언브레이커블 키미 슈미트 - 타이터스 버지스
- 부통령이 필요해 - 토니 헤일
- 부통령이 필요해 - 맷 월쉬

### TV 코미디-여우조연상
- Saturday Night Live - 케이트 맥키넌 수상
- Saturday Night Live - 바네사 바이엘
- Saturday Night Live - 레슬리 존스
- 트랜스페어런트 - 주디스 라이트
- 트랜스페어런트 - 캐서린 한
- 부통령이 필요해 - 안나 클럼스키

### TV 코미디-게스트 남자 배우상
- Saturday Night Live - 데이브 샤펠 수상
- Girls - 리즈 아메드
- Girls - 매튜 리즈
- Saturday Night Live - 톰 행크스
- Saturday Night Live - 린-마누엘 미란다
- 부통령이 필요해 - 휴 로리

### TV 코미디-게스트 여자 배우상
- Saturday Night Live - 멜리사 맥카시 수상
- 블랙키시 - 완다 사이키스
- 카타스트로피 - 캐리 피셔
- Girls - 벡키 앤 베이커
- 마스터 오브 제로 - 안젤라 바셋
- Saturday Night Live - 크리스틴 위그

### TV 리미티드시리즈,영화-남우조연상
- 빅 리틀 라이즈 - 알렉산더 스카스가드 수상
- 파고 - 데이빗 듈리스
- FEUD: Bette And Joan - 알프리드 몰리나
- FEUD: Bette And Joan - 스탠리 투치
- 더 나이트 오브 - 빌 캠프
- 더 나이트 오브 - 마이클 K. 윌리엄즈

### TV 리미티드시리즈,영화-여우조연상
- 빅 리틀 라이즈 - 로라 던 수상
- 아메리칸 크라임 - 레지나 킹
- 빅 리틀 라이즈 - 쉐일린 우들리
- FEUD: Bette And Joan - 주디 데이비스
- FEUD: Bette And Joan - 잭키 호프만
- 더 위저드 오브 라이스 - 미셸 파이퍼

### TV 단편 코미디,드라마-남자 배우상
- Dicks - 킴 이스터스 수상
- Boondoggle - 타이 버렐
- Con Man - 알란 터딕
- Tales Of Titans - 제이슨 리터
- The Earliest Show - 벤 슈와츠
- Tween Fest - 존 마이클 히긴즈

### TV 단편 코미디,드라마-여자 배우상
- Dropping The Soap - 제인 린치 수상
- Fear The Walking Dead: Passage - 켈시 스콧
- secs & EXECS - 민디 스테어링
- Con Man - 민디 스테어링
- The Earliest Show - 로렌 랩커스

### TV 드라마-감독상
- 핸드메이즈 테일 - 리드 모라노 수상
- 베터 콜 사울 - 빈스 길리건
- 베터 콜 사울 - 빈스 길리건
- 홈랜드 시즌6 - 레슬리 링카 글래터
- 기묘한 이야기 시즌1 - The Duffer Brothers
- 더 크라운 - Stephen Daldry
- 핸드메이즈 테일 - 케이트 데니스
- 웨스트월드 : 인공지능의 역습 - 조나단 놀란

### TV 드라마-각본상
- 핸드메이즈 테일 - 브루스 밀러 수상
- 베터 콜 사울 - 고든 J. 스미스
- 기묘한 이야기 시즌1 - The Duffer Brothers
- 디 아메리칸즈 - 조엘 필즈 외 1명
- 더 크라운 - 피터 모건
- 웨스트월드 : 인공지능의 역습 - Lisa Joy 외 1명

### TV 코미디-감독상
- 애틀랜타 - 도날드 글로버 수상
- 실리콘 밸리 - 제이미 배빗
- 실리콘 밸리 - 마이크 저지
- 부통령이 필요해 - 모건 새킷
- 부통령이 필요해 - 데이비드 만델
- 부통령이 필요해 - 데일 스턴

### TV 코미디-각본상
- 마스터 오브 논 시즌2 - 아지즈 안사리 외 1명 수상
- 애틀랜타 - 도날드 글로버
- 애틀랜타 - 스테판 글로버
- 실리콘 밸리 - 알렉 버그
- 부통령이 필요해 - 빌리 킴볼
- 부통령이 필요해 - 데이비드 만델

### TV 버라이어티 시리즈-감독상
- Saturday Night Live - 돈 로이 킹 수상
- Drunk History - 데릭 워터스 외 1명
- 지미 키멜 라이브 - 앤디 피셔
- 라스트 위크 투나잇 위드 존 올리버 - 폴 페놀리노
- 더 레이트 쇼 위드 스티븐 콜버트 - 짐 호스킨슨

### TV 버라이어티 시리즈-각본상
- 라스트 위크 투나잇 위드 존 올리버 - Kevin Avery 외 10명 수상
- 풀 프론탈 위드 사만다 비 - 조 밀러 외 10명
- 레이트 나이트 위드 세스 마이어스 - Jermaine Affonso 외 17명
- Saturday Night Live - Chris Kelly 외 29명
- 더 레이트 쇼 위드 스티븐 콜버트 - 제이 카치어 외 20명

### TV 버라이어티 스페셜-감독상
- 디 오스카 - 글렌 웨이스 수상
- Full Frontal With Samantha Bee Presents Not The White House Correspondents' Dinner - 폴 페놀리노
- Stephen Colbert's Live Election Night Democracy's Series Finale: Who's Going To Clean Up This Sh*t? - 짐 호스킨슨
- Tony Bennett Celebrates 90: The Best Is Yet To Come - 제리 폴리

### TV 버라이어티 스페셜-각본상
- Full Frontal With Samantha Bee Presents Not The White House Correspondents' Dinner - 사만다 비 외 9명 수상
- 제 70회 토니어워즈 - 데이브 분
- Louis C.K. 2017 - Louis C.K.
- Sarah Silverman: A Speck Of Dust - 사라 실버맨
- Stephen Colbert's Live Election Night Democracy's Series Finale: Who's Going To Clean Up This Sh*t? - 제이 카치어 외 1명

### TV 미니시리즈,영화-감독상
- 빅 리틀 라이즈 - Jean-Marc Vallmee 수상
- 파고 - 노아 홀리
- FEUD: Bette And Joan - 라이언 머피
- 지니어스 - 론 하워드
- 더 나이트 오브 - 스티븐 자일리안
- 더 나이트 오브 - 제임스 마쉬

### TV 리미티드시리즈,영화-각본상
- Black Mirror: San Junipero - 찰리 브루커 수상
- 빅 리틀 라이즈 - 데이빗 E. 켈리
- 파고 - 노아 홀리
- FEUD: Bette And Joan - 라이언 머피
- FEUD: Bette And Joan - 자프 코헨 외 2명
- 더 나이트 오브 - 리처드 프라이스 외 1명

### TV 논픽션 프로그램-감독상
- 미국 수정헌법 제13조 - 에바 두버네이
- 브라이츠 나이츠: 스타링 캐리 피셔 앤드 데비 에리놀즈 - 알렉시스 블룸 외 1명
- O.J.: 메이드 인 아메리카 - 에즈라 에델만
- Planet Earth II - Fredi Devas
- Planet Earth II - Elizabeth White

### TV 논픽션 프로그램-작가상
- 미국 수정헌법 제13조 - 에바 두버네이
- 아만다 녹스 - 매튜 하마체크
- Anthony Bourdain Parts Unknown - 안소니 부르뎅
- Bill Nye Saves The World - Prashanth Venkataramanujam
- 비틀스: 에잇 데이즈 어 위크 - 투어링 이어즈 - 마크 먼로

### TV 드라마-최우수작품상
- 핸드메이즈 테일 - 브루스 밀러 외 4명 수상
- 베터 콜 사울 - 빈스 길리건 외 5명
- 하우스 오브 카드 시즌5 - 앤드류 데이비스 외 11명
- 기묘한 이야기 시즌1 - The Duffer Brothers 외 2명
- 더 크라운 - 피터 모건 외 7명
- 디스 이즈 어스 - 댄 포겔맨 외 6명
- 웨스트월드 : 인공지능의 역습 - J.J. 에이브럼스 외 3명

### TV 코미디-최우수작품상
- 부통령이 필요해 - 데이비드 만델 수상
- 애틀랜타 - 도날드 글로버
- 블랙키시 - Jonathan Groff
- 마스터 오브 논 시즌2 - 아지즈 안사리
- 모던 패밀리 - 크리스토퍼 로이드
- 실리콘 밸리 - Mike Judge
- 언브레이커블 키미 슈미트 - 로버트 카락

### TV 리미티드시리즈-최우수작품상
- 빅 리틀 라이즈 - 데이빗 E. 켈리 수상
- 파고 - 노아 홀리
- FEUD: Bette And Joan - 라이언 머피
- 지니어스 - 론 하워드
- 더 나이트 오브 - 스티븐 자일리안

### TV 영화-최우수작품상
- Black Mirror: San Junipero - 찰리 브루커 외 1명 수상
- Dolly Parton's Christmas Of Many Colors: Circle Of Love - Sam Haskell 외 2명
- Sherlock: The Lying Detective (Masterpiece) - 마크 게티스 외 5명
- The Immortal Life Of Henrietta Lacks - 오프라 윈프리 외 4명
- 더 위저드 오브 라이스 - 제인 로젠탈 외 4명

### TV 버라이어티 토크-최우수작품상
- 라스트 위크 투나잇 위드 존 올리버 - 존 올리버 수상
- 풀 프론탈 위드 사만다 비 - 사만다 비
- 지미 키멜 라이브 - 지미 키멜
- 리얼 타임 위드 빌 마허 - 빌 마허
- The Late Late Show With James Corden - Ben Winston
- 더 레이트 쇼 위드 스티븐 콜버트 - 스티븐 콜베어

### TV 버라이어티 스케치-최우수작품상
- Saturday Night Live - 론 마이클스 수상
- Billy On The Street - 빌리 아이크너
- Documentary Now! - 론 마이클스
- Drunk History - 아담 맥케이
- 포틀랜디아 - 론 마이클스
- Tracey Ullman's Show - 트레이시 울만

### TV 리얼리티 경쟁-최우수작품상
- 더 보이스 - 존 드 몰 수상
- American Ninja Warrior - Arthur Smith
- 프로젝트 런웨이 - 하비 웨인스타인
- RuPaul's Drag Race - 펜튼 베일리
- 어메이징 레이스 - 버트램 반 먼스터
- 탑 쉐프 - 댄 컷포스

### TV Outstanding Host for a Reality or Reality-Competition Program
- RuPaul's Drag Race - RuPaul Charles 수상
- Martha & Snoop's Potluck Dinner Party - 스눕 독 외 1명
- MasterChef Junior - 고든 램지
- Match Game - 알렉 볼드윈
- 프로젝트 런웨이 - 하이디 클룸 외 1명
- United Shades Of America With W. Kamau Bell - W. Kamau Bell

### TV 만화영화-최우수작품상
- 밥스 버거스 - 로렌 부샤드 외 1명 수상
- 아처 - 애덤 리드
- 리틀 프린세스 소피아: 엘레나와 비밀의 아발로 왕국 - 제이미 밋첼
- 사우스 파크 - TV 시리즈 - 트레이 파커
- 심슨 가족 - Rob Oliver

### TV 단편만화영화-최우수작품상
- 어드벤처 타임 - 펜들튼 워드 수상
- Disney Mickey Mouse - 폴 루디쉬 외 1명
- Marvel's Rocket & Groot - 코르 레인 외 5명
- Steven Universe - Rebecca Sugar
- Teen Titans Go! - 샘 레지스터

### TV 스페셜 클래스 프로그램-최우수작품상
- 제 90회 토니 어워즈 - 리키 커쉬너
- 헤어스프레이 라이브! - 크레이그 자단
- Super Bowl LI Halftime Show Starring Lady Gaga - 리키 커쉬너
- 디 오스카 - Michael De Luca

### TV 버라이어티 스페셜-최우수작품상
- The Late Late Show Primetime Carpool Karaoke Special 2017 - Ben Winston 외 1명 수상
- Full Frontal With Samantha Bee Presents Not The White House Correspondents' Dinner - 사만다 비 외 4명
- Louis C.K. 2017 - Louis C.K. 외 3명
- Sarah Silverman: A Speck Of Dust - 사라 실버맨 외 3명
- Stephen Colbert's Live Election Night Democracy's Series Finale: Who's Going To Clean Up This Sh*t? - 스티븐 콜베어 외 3명

### TV 어린이 프로그램-최우수작품상
- 원스 어폰 어 세서미 스트리트 크리스마스 - Brown Johnson 수상
- 라일리의 세상 - Michael Jacobs
- Macy's Thanksgiving Day Parade 90th Celebration - Brad Lachman
- School Of Rock - Jim Armogida 외 1명
- Star Wars Rebels - 사이먼 킨버그 외 1명

### TV 스트럭쳐 리얼리티 프로그램-최우수작품상
- 샤크 탱크 - 마크 버넷 수상
- 앤틱 로드쇼 - 마샤 벰코
- 디너스, 드라이브-인스 앤 다이브스 - 가이 피에리
- Fixer Upper - Jim Berger
- Lip Sync Battle - Casey Patterson
- 당신이 누구라고 생각하는가? - Alex Graham

### TV 언스트럭쳐 리얼리티 프로그램-최우수작품상
- United Shades Of America With W. Kamau Bell - Jimmy Fox 수상
- Born This Way - 길 골드쉐인
- 데드리스트 캐치 - 톰 비어스
- Gaycation With Ellen Page - 엘리엇 페이지
- 인터벤션 - 게리 R. 벤즈
- RuPaul's Drag Race: Untucked - 랜디 바바토

### TV 다큐멘터리, 논픽션 시리즈-최우수작품상
- Planet Earth II - 마이클 건톤 수상
- 미국 수정헌법 제13조 - 에바 두버네이 수상
- 30 포 30 - 코너 쉘 외 6명
- American Masters - 마이클 캔터
- 셰프의 테이블 - 데이빗 겔브 외 3명
- The Keepers - Jessica Hargrave 외 2명
- VICE Special Report: A House Divided - Shane Smith
- 아만다 녹스 - 로드 블랙허스트 외 1명
- L.A. Burning: The Riots 25 Years Later - One9 외 1명
- 비틀스: 에잇 데이즈 어 위크 - 투어링 이어즈 - 론 하워드

### TV 단편 코미디,드라마-최우수작품상
- 브라운 걸스 - 샘 베일리 외 1명
- Fear The Walking Dead: Passage - 데이브 에릭슨
- Hack Into Broad City - Abbi Jacobson
- Los Pollos Hermanos Employee Training - Dan Appel
- Marvel's Agents of S.H.I.E.L.D.: Slingshot - Geoffrey Colo

### TV 단편 논픽션,리얼리티-최우수작품상
- Creating Saturday Night Live - 론 마이클스
- FEUD: Bette And Joan: Inside Look - 라이언 머피
- Jay Leno's Garage - 제이 레노
- National Endowment For The Arts: United States Of Arts - Kimberly A. Austin
- Viceland At The Women's March - Meghan Kirsch

### TV 단편 버라이어티-최우수작품상
- Behind The Voice - 채드 하인즈
- Epic Rap Battles Of History - Peter Shukoff
- Honest Trailers - Andy Signore
- The Daily Show - Between The Scenes - 제니퍼 프랜즈
- The Star Wars Show - Mickey Capoferri

### TV 리미티드시리즈,영화-촬영상
- 빅 리틀 라이즈 - 이브 벨랑제
- Black Mirror: Nosedive - 시머스 맥가비
- 파고 - 데이너 곤잘레즈
- 더 나이트 오브 - 프레더릭 엘머스
- 영 포프 - 루카 비가지

### TV 논픽션 프로그램-촬영상
- 미국 수정헌법 제13조 - Hans Charles 외 1명
- Anthony Bourdain Parts Unknown - Todd Liebler 외 1명
- 셰프의 테이블 - Will Basanta
- O.J.: 메이드 인 아메리카 - Nick Higgins
- Planet Earth II - Cinematography Team

### TV 우수 시리즈 기술감독, 카메라 워크, 비디오 컨트롤 상
- 스타와 춤을 - Charles Ciup
- 라스트 위크 투나잇 위드 존 올리버 - Dave Saretsky
- Saturday Night Live - Steven Cimino
- 빅 뱅 이론 - John D. O'Brien
- 더 보이스 - Allan Wells

### TV 우수 다큐멘터리 필름메이킹
- 브라이츠 나이츠: 스타링 캐리 피셔 앤드 데비 에리놀즈 - 알렉시스 블룸
- LA 92 - T.J. 마틴 외 1명
- O.J.: 메이드 인 아메리카 - 에즈라 에델만
- 오클라호마 씨티 - 바락 굿맨
- 화이트 헬멧: 시리아 민방위대 - 조안나 나타세가라

### TV 최우수 안무상
- 스타와 춤을 - 맨디 무어 수상
- 유캔댄스 - Travis Wall 수상
- 스타와 춤을 - 데릭 허프
- 유캔댄스 - 맨디 무어
- 리얼 오닐즈 - 프레드 톨랙슨

### TV 우수 나레이터
- Five Came Back - Meryl Streep
- Muhammad Ali: Only One - Liev Schreiber
- UConn: The March To Madness - Liev Schreiber
- Wild New Zealand - Sam Neill
- Wild Scotland - Ewan McGregor
- Year Million - Laurence Fishburne

### TV Outstanding Informational Series or Special
- Leah Remini: Scientology and the Aftermath - 엘리 홀즈먼 외 7명 수상
- Anthony Bourdain: Parts Unknown - 안소니 부르뎅 외 5명
- Inside the Actors Studio - 제임스 립튼 외 2명
- StarTalk - 닐 디그래스 타이슨 외 3명
- Vice - Shane Smith 외 5명